# Gyttegård
Gyttegård er en fredet villa.
Villaen er fra 1916 og tegnet af Martin Borch. Det er en af de yngste bygninger der er fredet i Danmark.
Grosserer Andreas Petersen havde i 1908 købt området og lod villaen opfører som feriebolig til familien.
Den ligger på Billundvej 47 i Billund Kommune.
I begrundelsen for fredningen i 1996 hed det om villaen at den:
| „ | har de fremragende kulturhistoriske og arkitektoniske værdier, der kan begrunde en fredning af en bygning under 100 år. Bygningen er et flot og interessant eksempel på en hovedbygning ved en "Københavnerplantage". Den repræsenterer en kultur og arkitektur, som var ny og helt fremmed på egnen i første halvdel af dette århundrede. | “ |

Gyttegård ligger tæt ved Gyttegård Golf Klubs bygning med café, Gyttegårds Plantage og Grene Sande. 
Visse dele af disse områder blev naturfredet i 1969.
Området om Gyttegård er også Natura 2000-område nr. 85.